# Buzzcocks
Buzzcocks är ett engelskt inflytelserikt punk-/punkpopband från Manchester, England. Gruppen bildades i februari 1976 av Pete Shelley och Howard Devoto, den senare lämnade dock gruppen redan efter första EP-skivan Spiral Scratch släppts. Bandets mest kända låt är "Ever Fallen in Love (With Someone You Shouldn't've)", som blivit en populär cover-låt. Exempelvis hade gruppen Fine Young Cannibals 1987 en hit med låten. Buzzcocks splittrades 1981, men återförenades 1989.

## Medlemmar
Nuvarande medlemmar
- Steve Diggle – gitarr, sång (1977–1981, 1989–), basgitarr (1976–1977)
- Chris Remington – basgitarr (2008–)
- Danny Farrant – trummor (2006–)

Tidigare medlemmar
- Howard Devoto (eg. Howard Trafford) – sång (1976–feb 1977)
- Pete Shelley (eg. Peter McNeish) – sång, gitarr (1976–1981, 1989–2018; död 2018)
- Garth Smith – basgitarr (1976, 1977)
- Mick Singleton – trummor (1976)
- John Maher – trummor (1976–1981, 1989, 1992)
- Barry Adamson – basgitarr (1977)
- Steve Garvey – basgitarr (1977–1981, 1989–1992)
- Mike Joyce – trummor (1989–1990) (se även: The Smiths)
- Phil Barker – trummor (1992–2006)
- Tony Barber – basgitarr (1992–2008)

## Diskografi

### Album
Studioalbum

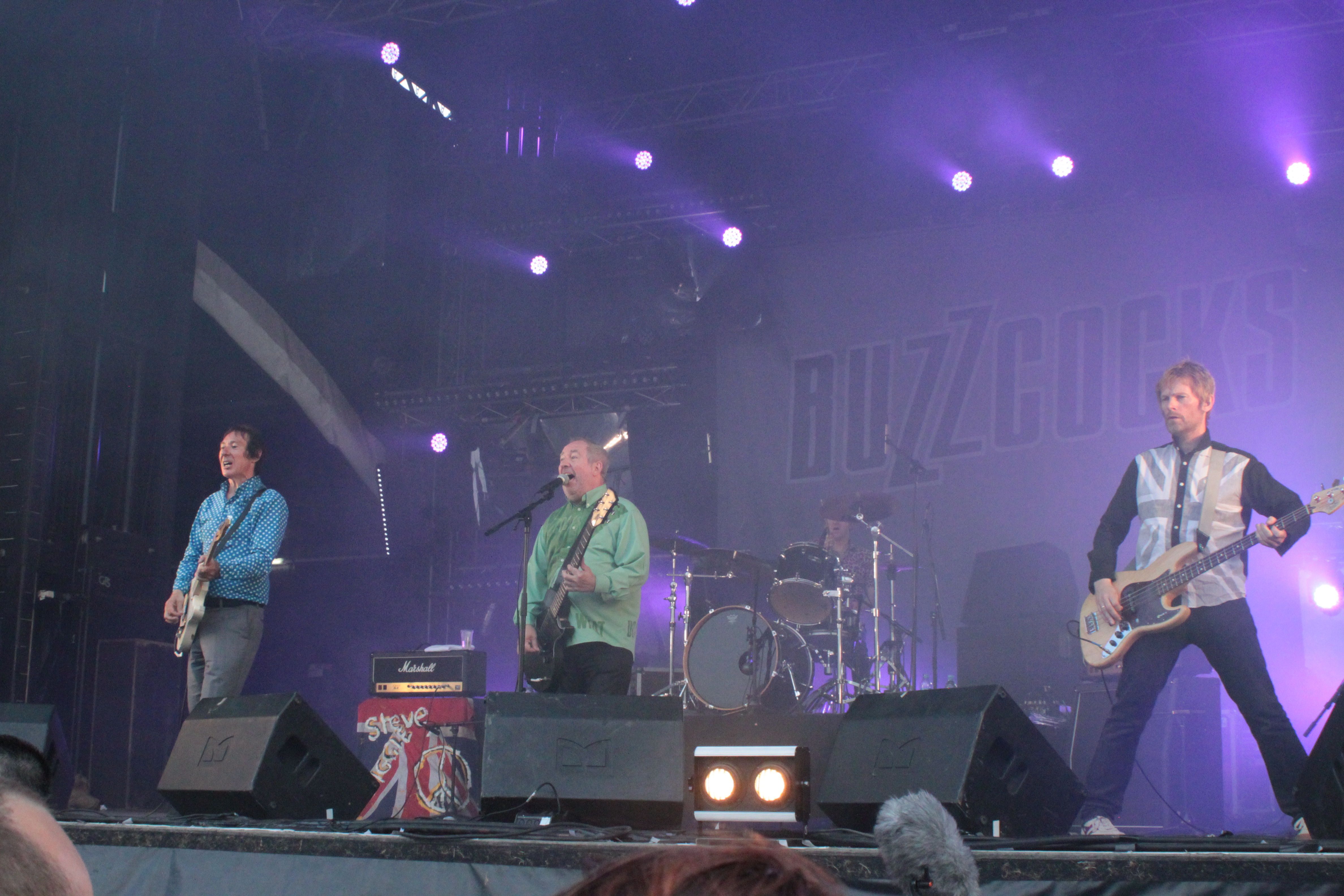
Buzzcocks 2013 (från vänster: Steve Diggle, Pete Shelley och John Maher).

- 1978 – Another Music in a Different Kitchen
- 1978 – Love Bites
- 1979 – A Different Kind of Tension
- 1993 – Trade Test Transmissions
- 1996 – All Set
- 1999 – Modern
- 2003 – Buzzcocks
- 2006 – Flat-Pack Philosophy
- 2014 – The Way

Livealbum
- 1988 – Lest We Forget
- 1989 – Live at the Roxy Club April '77
- 1992 – Entertaining Friends
- 2004 – The French et Encore du Pain: The Complete French Sessions (inspelad 1995)

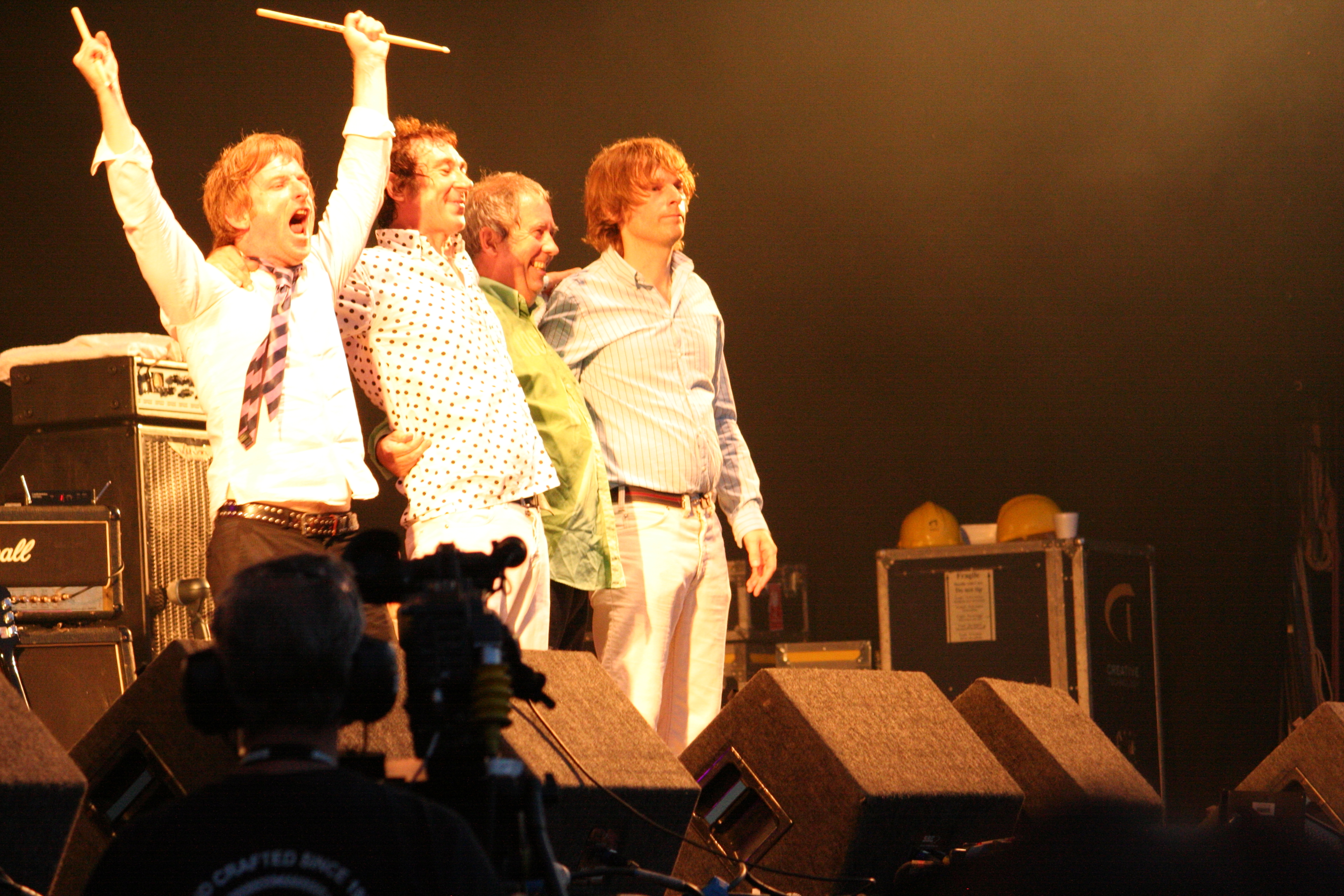
Buzzcocks augusti 2009.

- 2005 – Driving You Insane
- 2008 – 30

Samlingsalbum
- 1979 – Singles Going Steady
- 1981 – Parts 1-3
- 1987 – Total Pop
- 1989 – The Peel Sessions Album
- 1989 – The Fab Four
- 1989 – Product
- 1991 – Operator's Manual: Buzzcocks Best
- 1997 – Chronology
- 1997 – I Don't Mind The Buzzcocks
- 2000 – Time's Up
- 2002 – Ever Fallen in Love? Buzzcocks Finest
- 2003 – Inventory
- 2004 – The Complete Singles Anthology (3xCD)

Annat
- 1976 – Time's Up (bootleg)

### Singlar/EPs
EP
- Spiral Scratch (29 januari 1977)
- I Am the Amazing Buzzcocks EP (1978)
- Parts 1-3 (1981)
- Peel Sessions (1987)
- The Early Years Live (1987)
- The Fab Four (1989)
- Alive Tonight (1991)
- Innocent (1993)
- Do It (1993)
- Libertine Angel (1994)

Singlar (urval)
- "Orgasm Addict" (7 oktober 1977)
- "What Do I Get" (3 februari 1978) (#37 UK)
- "I Don't Mind" (14 april 1978) (#55 UK)
- "Love You More" (30 juni 1978) (#34 UK)
- "Ever Fallen in Love (With Someone You Shouldn't've)" (8 september 1978) (#12 UK)
- "Promises" (17 november 1978) (#20 UK)
- "Everybody's Happy Nowadays" (2 mars 1979) (#29 UK)
- "Harmony in My Head" (13 juli 1979) (#32)
- "You Say You Don't Love Me" (september 1979)
- "Spiral Scratch" (återutgvning) (augusti 1979) (#31 UK)
- "Are Everything" / "Part 1" (oktober 1980)
- "Strange Thing" / "Part 2" (november 1980)
- "Running Free" / "Part 3" (december 1980)